# 백종환 (배우)
백종환(1982년 9월 15일 ~ )은 대한민국의 배우이다.

## 학력
- 중앙대학교 연극학과 학사

## 출연 작품

### 영화
- 《히치하이크》 (2019년) - 제천시청 직원 역
- 《해리》 (2018년)
- 《마녀》 (2018년) - 성 사장 수하 2 역
- 《밝은 미래》 (2017년)
- 《강철비》 (2017년) - 박병진경호원 역
- 《잠들지 못하던 어느밤》 (2016년)
- 《비공식 개강총회》 (2015년) - 종환 역
- 《끝까지 간다》 (2014년) - 돼지금고 옥상 위 종업원 역
- 《10분》 (2014년) - 강호찬 역
- 《찌라시 : 위험한 소문》 (2013년) - 정보회의선수 역
- 《지슬: 끝나지 않은 세월 2》 (2013년) - 백 상병 역
- 《장준환을 기다리며》 (2012년) - 종환 역